# Wet Wet Wet
Wet Wet Wet är en framgångsrik skotsk pop och rock-grupp, som under 1980-talet, 1990-talet och början av 2000-talet haft flera listframgångar i Storbritannien och i många andra länder. 
Gruppen bildades på Clydebank High School i Clydebank i Skottland 1982, och hette först "Vortex Motion" innan namnet ändrades till "Wet Wet Wet". "Love Is All Around" från 1994 är en av deras mest kända låtar och är en nyinspelning av en låt med samma namn framförd av The Troggs 1964.

## Medlemmar
Nuvarande medlemmar
- Tommy Cunningham – trummor, sång (1982–)
- Graeme Clark – basgitarr, sång (1982–)
- Neil Mitchell – klaviatur, sång (1982–)
- Kevin Simm – sång (2018–)

Tidigare medlemmar
- Marti Pellow – sång (1982–2017)

En femte inofficiell medlem, Graeme Duffin (gitarr, sång), har varit med sedan grundandet.

## Diskografi
Studioalbum
- Popped In Souled Out (1987) med låten Temptation
- The Memphis Sessions (1988)
- Holding Back the River (1989)
- High on the Happy Side (1992)
- Cloak & Dagger (1992)
- Picture This (1995)
- 10 (1997)
- Timeless (2007)

Livealbum
- Wet Wet Wet: Live (1990)
- Live at the Royal Albert Hall (1993)
- Live – Volume One & Two: Mail on Sunday (2006)

Samlingsalbum
- End of Part One: Their Greatest Hits (1993)
- Part One (1994)
- The Greatest Hits (2004)
- The Best of Wet Wet Wet (2007)
- Best of Wet Wet Wet (2008)
- Sweet Little Mystery: The Collection (2010)
- Step by Step: The Greatest Hits (2013)

Singlar (topp 10 på UK Singles Chart)
- "Wishing I Was Lucky" (1987) (#6)
- "Sweet Little Mystery" (1987) (#5)
- "Angel Eyes (Home and Away)" (1987) (#5)
- "With a Little Help From My Friends" (1988) (#1)
- "Sweet Surrender" (1989) (#6)
- "Goodnight Girl" (1991) (#1)
- "Love Is All Around" (1994) (#1)
- "Julia Says" (1995) (#3)
- "Don't Want to Forgive Me Now" (1995) (#7)
- "Somewhere Somehow" (1995) (#7)
- "If I Never See You Again" (1997) (#3)
- "Yesterday" / "Maybe I'm in Love" (1997) (#4)
- "Weightless" (2008) (#10)